# リンダ3世 (女性グループ)
リンダ3世（りんださんせい、英: Linda Sansei ）は、2013年に結成された、メンバーの全員が群馬県育ちの日系ブラジル人によるブラジリアン・ガールズ・ユニット。
グループ名の由来は、ポルトガル語で「美しい、美人」を意味する「リンダ(Linda)」と、「日系人」をイメージさせる「三世（3世）」という言葉を組み合わせたもの。2013年12月頃から公式サイトなどの表記が「リンダIII世」から改名。サンバ、バイリ・ファンキなど、ブラジルの音楽を取り入れたサウンド「B-POP」を売りにしていた。2016年4月9日、グループ解散。解散理由は学業を優先するため。また、解散ライブは行われなかった。

## 略歴
- ヤマダ電機などでライブ活動を行っている[3]。
- 2013年4月24日「未来世紀eZ zoo」でデビュー[4]。
- 2013年7月、『東京アイドルフェスティバル2013』に出演し、初日メインステージのトップバッターとしてボサノバの名曲「マシュ・ケ・ナダ」などを披露した。
- 2013年8月、『SUMMER SONIC2013』に出演。
- 2013年8月、『東京ガールズコレクション'13 A/W』でオープニングアクトを務める。
- 2014年1月6日、新代田『FEVER』のライブに鈴木慶一と対バン形式で出演[5]。
- 2014年8月、『東京アイドルフェスティバル2014』に出演。
- 2014年12月14日、ナオミがdues新宿にて開催された『ナオミ・ラスト・ライブ』をもってリンダ3世を卒業。
- 2015年5月、研究生であったユカレンが正式にメンバーとして加入。
- 2016年4月9日、グループ解散[2]。
- 2016年7月31日、グループ解散後、横浜にある大桟橋ホールで行われた柔術大祭典の『COPA BULLTERRIER 2016』にて、ムツミが本名のMARY MEDEIROSとしてメダルガールを務めた[6]。
- 2025年現在、サユリとシオリはモデルとして活動している[7][8]。

## メンバー
メンバーの全員が日本の群馬県育ちの日系ブラジル人で、群馬県を中心に活動していた。
| 名前    | カナ     | 本名          | 誕生日         | 出身地             | 備考           |
| ------- | -------- | ------------- | -------------- | ------------------ | -------------- |
| Mutsumi | ムツミ   | MARY MEDEIROS | 2001年2月23日  | リオデジャネイロ州 | 自称リーダー。 |
| Sakura  | サクラ   |               | 2000年12月8日  | 群馬県大泉町       |                |
| Shiori  | シオリ   |               | 1998年11月13日 | パラ州             |                |
| Sayuri  | サユリ   |               | 1998年11月13日 | バラ州             |                |
| Yukaren | ユカレン |               | 2000年10月6日  | 群馬県太田市       | 2015年5月加入  |

### 旧メンバー
| 名前  | カナ   | 本名 | 誕生日       | 出身地       | 備考           |
| ----- | ------ | ---- | ------------ | ------------ | -------------- |
| Naomi | ナオミ |      | 2000年6月5日 | サンパウロ州 | 2014年12月卒業 |

## 作品

### シングル
- 未来世紀eZ zoo」（2013年4月24日、DVDシングル） - 作詞：只野菜摘、作曲：TOMISIRO。
- 愛犬アンソニー（2013年7月24日、DVDシングル） - 作詞：只野菜摘、作曲：TOMISIRO。
- 日灼けマシーン（2014年1月29日、CDシングル&DVD） - 作詞：只野菜摘、作曲：TOMISIRO。

### アルバム
- VIVA!リンダ3世（2014年4月2日、ミニアルバム）